# 左坊镇
左坊镇，是中华人民共和国江西省抚州市金溪县下辖的一个乡镇级行政单位。

## 行政区划
左坊镇下辖以下地区：
左坊村、客路村、厚潭村、汤家村、严家村、米家村、后龚村、后车村、清江村、彭家渡村、许家村、江坊村和汪家村。